# Nowy Dwór (powiat trzebnicki)
Nowy Dwór – wieś w Polsce położona w województwie dolnośląskim, w powiecie trzebnickim, w gminie Trzebnica.
1 stycznia 2017 część miejscowości została włączona do Trzebnicy.

## Podział administracyjny
W latach 1975–1998 miejscowość należała administracyjnie do województwa wrocławskiego.

## Historia wsi
Wymieniany pośród dóbr w 1266 roku, klasztor w Trzebnicy. należał bowiem pierwotnie do uposażenia przekazanego przez księcia Henryka I w momencie fundacji klasztoru. Był to wówczas zapewne folwark, wymieniony dokumentarnie jeszcze w 1410 r. i w 1416 r. w związku z regulacją praw sądowych na terenie podległych klasztorowi dóbr. W 1466 r. znanym z nazwiska właścicielem był Bartusch Rorau. Nowy Dwór wzmiankowany kilkakrotnie w źródłach nowożytnych. Przez następne cztery stulecia losy majątku nie są bliżej znane. W 1876 r. figuruje w spisie dóbr jako należący do fiskusa reprezentującego domenę królewską i jest dzierżawiony przez Biebrachów, od 1886 r. do około 1909 r. dzierżawi go rodzina Merkelów. Od 1917 r. jako dzierżawca figuruje Erich Stumpel i są wówczas połączone z przysiółkami (odtąd też fiskus reprezentuje tu domenę państwową).

## Nazwa
Pierwotna nazwa miejscowości wywodzi się od dwóch polskich słów "nowy" oraz "dwór" i nawiązuje do charakterystyki zabudowy. Śląski pisarz Konstanty Damrot w swojej pracy o śląskim nazewnictwie z 1896 roku wydanej w Bytomiu wymienia dwie nazwy: obecnie funkcjonującą, polską "Nowy Dwór" oraz niemiecką "Neuhof". Wymienił on również staropolską zlatynizowaną nazwę "Novidvor" pod jaką miejscowość została zanotowana w łacińskim dokumencie z roku 1266 oraz łacińską - "Nova curia" z roku 1293.
Pierwotną staropolską nazwę "Novy Dwór" Niemcy przetłumaczyli na "Neuer Hof", która w postaci Neuhof nazwa ta obowiązywała do 1945 roku. Miejscowość nosiła w historii następujące nazwy:
- Nova Curia - 1236 r. (?), 1293 r.
- Novidvor - 1266 lub 1267 r. (?)
- Nova curia - 1293 r.[5]
- Newhoff - 1410 r.
- Newenhoff - 1466 r.
- Neuhof - lata: 1785-1945
- Nowy Dwór - od 1945 r.

## Układ przestrzenny wsi
Brak określonego układu. Jest to zasadniczo grupa domów skupionych przy rozległym folwarku zabudowanym w czworobok z domem zarządcy zwróconym elewacją tylną ku zakolu szosy przelotowej Wrocław - Poznań, przecinającej wieś. Za folwarkiem ślady ogrodów użytkowych i parkowego zagospodarowania terenu (około 1 ha). Na terenie parkowym, o urozmaiconej rzeźbie terenu, pozostałość po stawie. W drzewostanie przeważają robinie białe i jesiony. Rosną też sosny wejmutki i ozdobne krzewy: głogi, bzy, śnieguliczki.
Przy wjeździe do wsi od strony Trzebnicy, po lewej stronie drogi, kępa wyraźnie kształtowanej zieleni z wkomponowanym weń krzyżem przydrożnym - 1921 rok. Zarówno teren folwarku jak i założenie zielone, dewastowane obecnie przez dziki wywóz śmieci, winny być objęte ochroną. 